# (35376) 1997 VJ5
1997 VJ5 (asteroide 35376) é um asteroide da cintura principal. Possui uma excentricidade de 0.17843630 e uma inclinação de 3.85879º.
Este asteroide foi descoberto no dia 8 de novembro de 1997 por Takao Kobayashi em Oizumi.